# Agustinas Siervas de Jesús y María
La Congregación de Hermanas Agustinas Siervas de Jesús y María (oficialmente en italiano: Istituto delle suore Agostiniane Serve di Gesù e Maria) es una congregación religiosa católica femenina de derecho pontificio, fundada por la religiosa italiana María Teresa Spinelli en Frosinone, el 23 de septiembre de 1827. A las religiosas de este instituto se les conoce como Agustinas siervas de Jesús y María o simplemente como agustinas de Veroli y posponen a sus nombres las siglas A.S.G.M.

## Historia
Luego de la fundación de una escuela en Frosinone, para la atención de las niñas pobres del lugar, Maria Teresa Spinelli, junto a un grupo de compañeras, fundó la sociedad de maestras pías el 8 de octubre de 1821. Dicha sociedad se convirtió en una congregación de derecho diocesano, con la aprobación del obispo de Veroli, Francesco Maria Cipriani. El prelado les impuso el hábito agustino el 23 de septiembre de 1827, día que la congregación considera como la fecha de fundación.
El instituto tomó el nombre de Hermanas Agustinas Siervas de Jesús y María, adoptó la Regla de San Agustín, fue agregado a la Orden de San Agustín el 20 de julio de 1853 y aprobado por la Santa Sede el 25 de julio de 1902.

## Organización
La Congregación de Hermanas Agustinas Siervas de Jesús y María es un instituto religioso de derecho pontificio centralizado, cuyo gobierno recae en la superiora general. La sede central se encuentra en Roma.
Las agustinas de Veroli se dedican a la formación cristiana de la juventud, a través de las diferentes instituciones de su pertenencia, tales como escuelas, orfanatos y pensiones. Estas religiosas viven según la Regla de San Agustín, adaptada a la vida actual a través de sus Constituciones. El hábito está compuesto por una túnica y velo negros y el tradicional cinturón agustino.
En 2015, el instituto contaba con unas 334 religiosas y 39 comunidades, presentes en Australia, Brasil, Estados Unidos, Filipinas, India, Italia,  Malta, Reino Unido y República Democrática del Congo.